# يقنة إفريقية

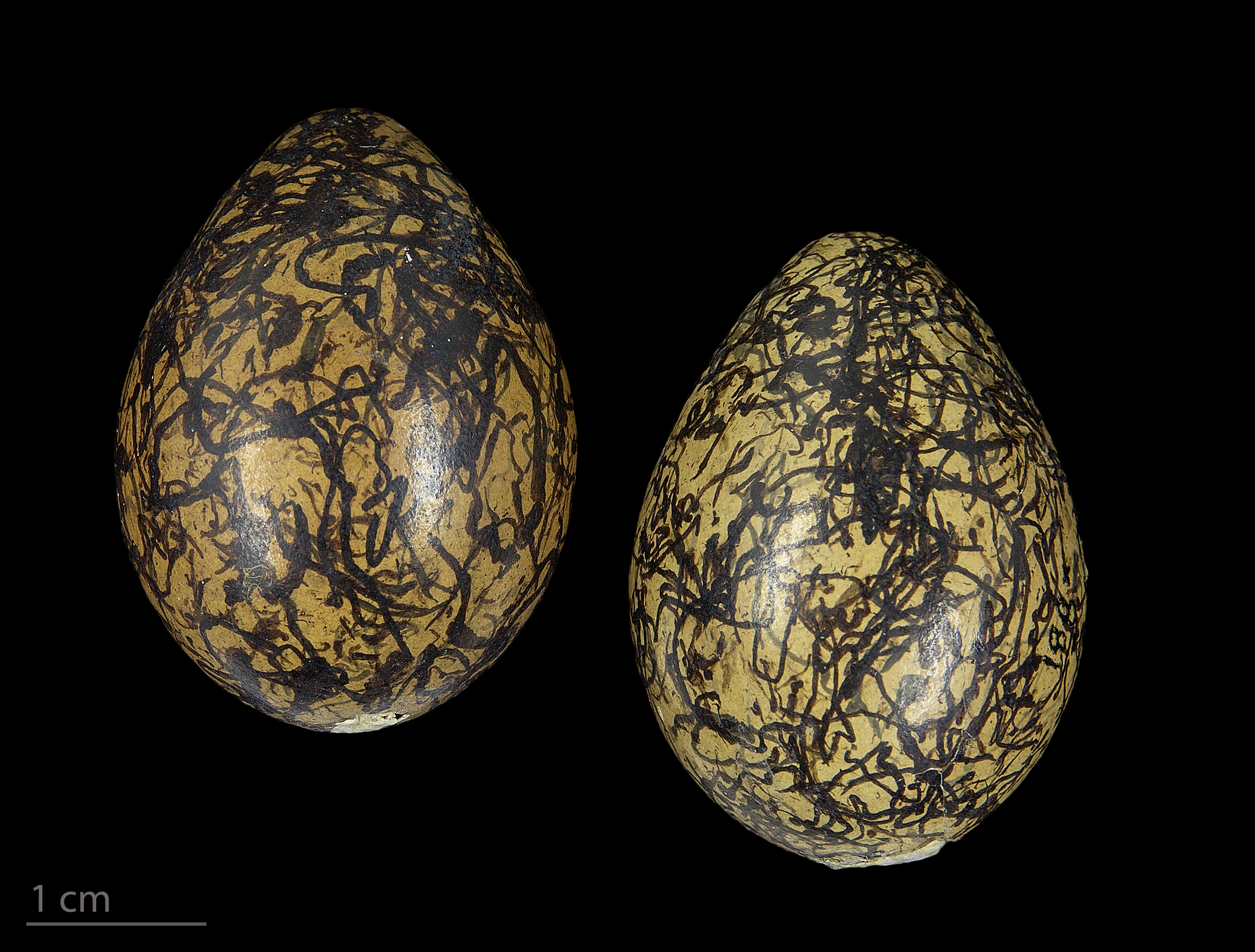
Actophilornis africanus

تعيش اليقنة الأفريقية (Actophilornis africanus) في أفريقيا وإلى الجنوب من الصحاري. طول الجناح
13-18 سم. تقلش اليقنة بسرعة عند القلش تفقد القدرة على
الطيران. تتمثل ألعاب الغزل عند هذه الطيور بانها ترتفع في
الهواء وتطير مدة طويلة مطاردة بعضها البعض. طول الطير
25-30 سم، الوانه الكستنائي الداكن على لجسم، الأسود
على التاج ومؤخرة العنق، الأبيض المظلل بالأصفر على
الخدين. العش ومحتوياته عائم يحوي أربعة بيوض
اثاء الحضانة

## معرض صور

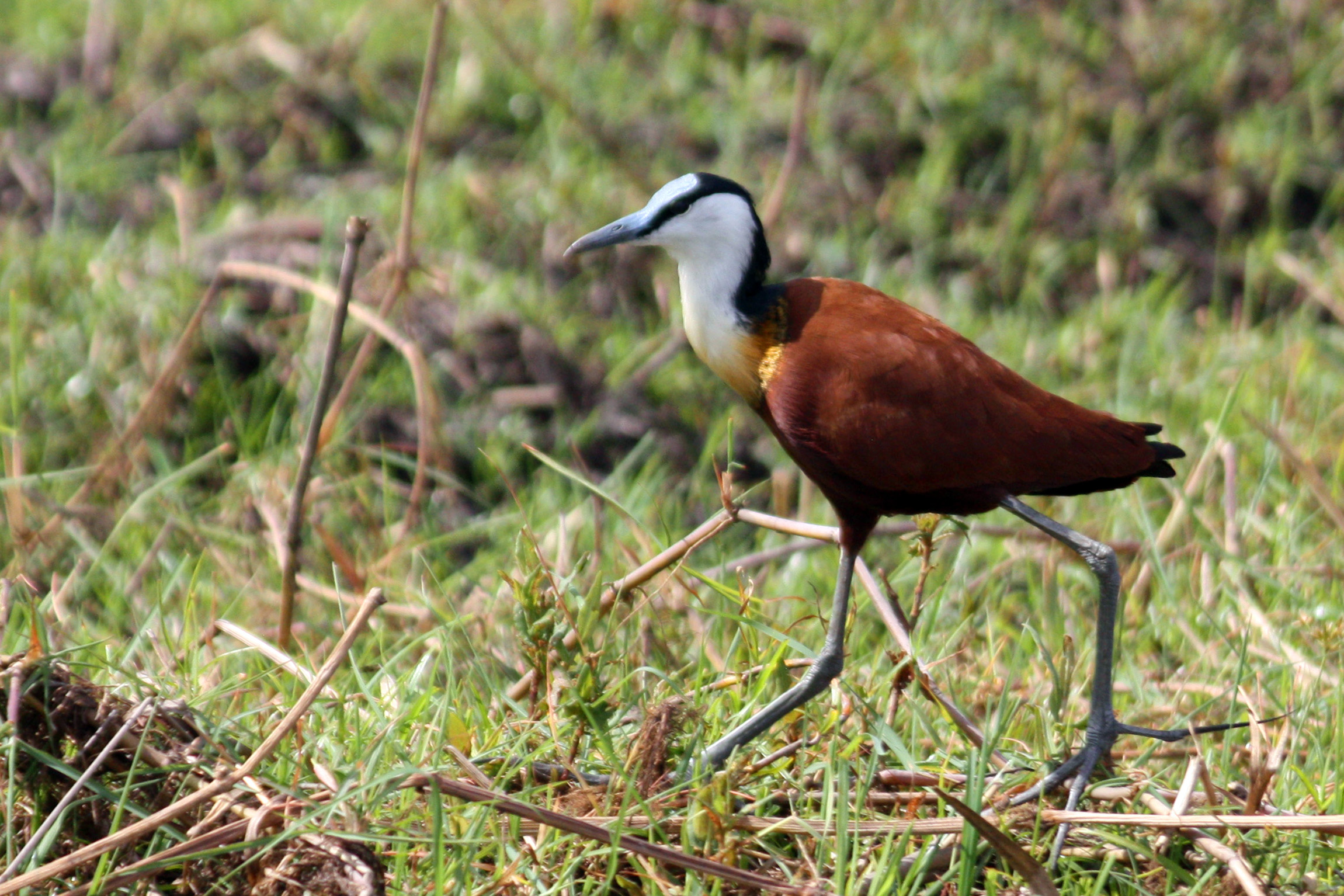
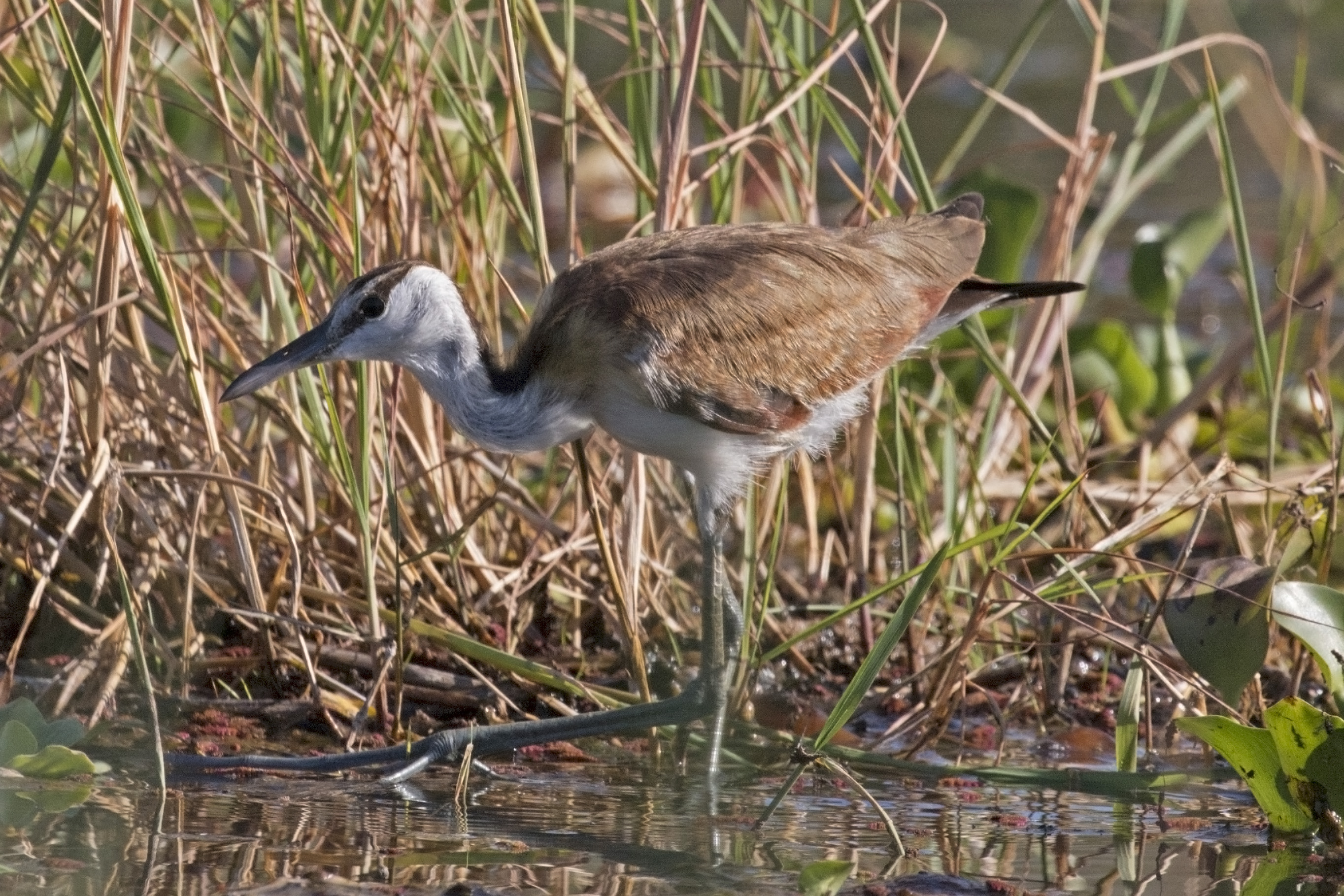
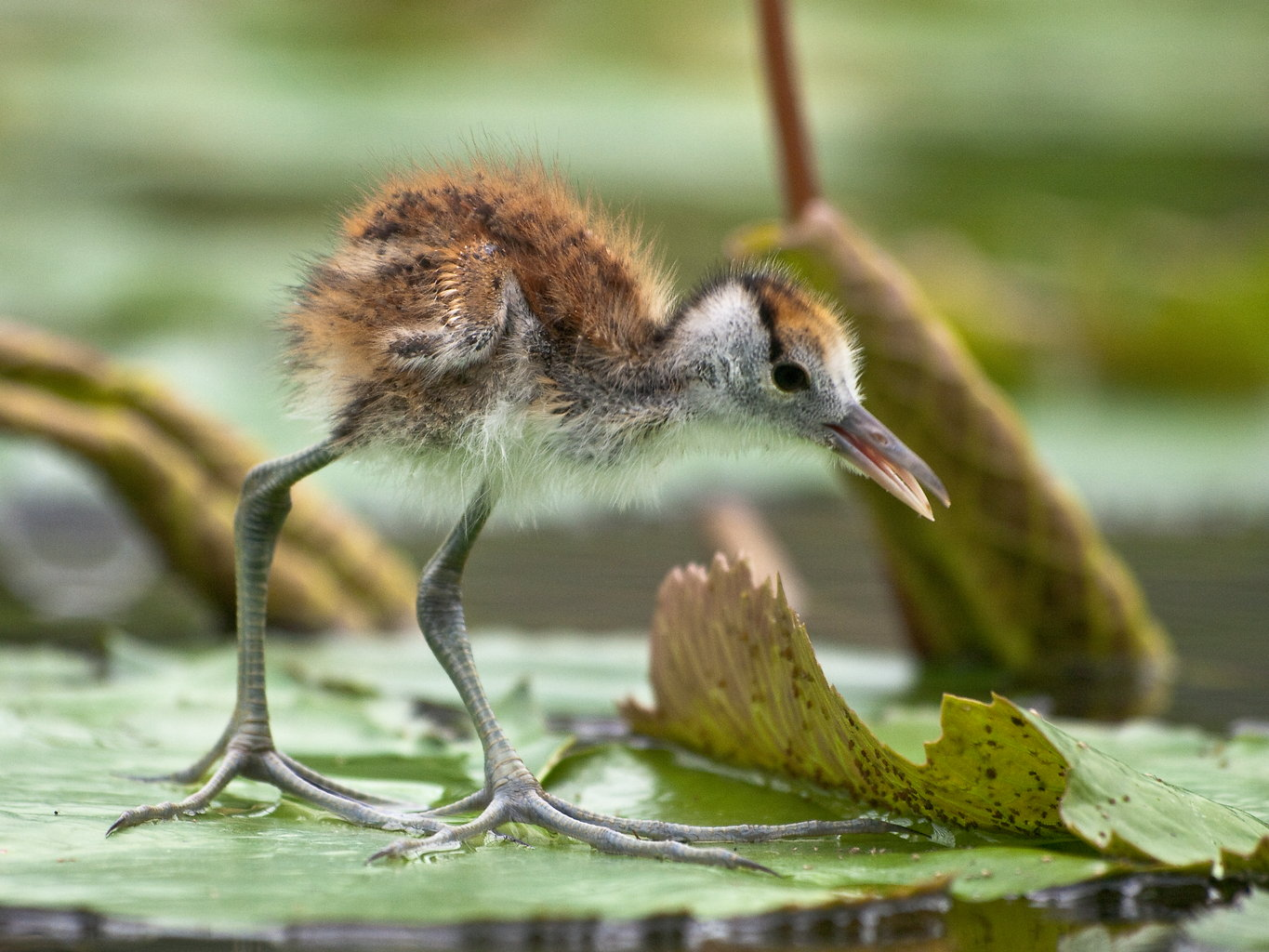